# Karl Heri Joensen
Karl Heri Joensen (født 11. november 1955 i Klaksvík) er en færøsk bonde og tidligere politiker (SF). Han er uddannet regnskabsfører og gartner. Joensen var kommunalbestyrelsesmedlem i Klaksvíkar kommuna 1985–88 og 1993–2004. I 2004 tabte han kampen om Sjálvstýrisflokkurins enlige mandat med 3 stemmer, og opstillede ikke til valget i 2008. Joensen var kultur- og samfærdselsminister i Jógvan Sundsteins første regering fra 18. januar til 22. juni 1989. Han var senere første suppleant til Lagtinget fra 1990 til 1994, og mødte fast fra 21. oktober 1993, da Asbjørn Joensen afgik ved døden, og valgperioden ud.